# Minyas
Minyas was een legendarische koning en wordt in de Griekse mythologie beschouwd als de grondlegger van de stad Orchomenos in Boeotië ("koe-land"), een regio in het noorden van Griekenland. Hij was de vader van de drie Minyades: Arsinoë (of Arsippe), Leuconoë en Alcithoë. Hij was bekend om zijn macht en invloed als vorst.

## Verhaal van de dochters van Minyas
Het verhaal van de dochters van Minyas is een samenhangende mythe, maar wordt driemaal onderbroken wanneer de zusters afzonderlijke verhalen vertellen. Deze verhalen staan symbool voor hun verzet tegen de goden, met name tegen de cultus van Dionysos, wat uiteindelijk leidt tot hun tragische lot. De structuur van de vertelling biedt een unieke inkijk in de Griekse mythologie, waarbij elk verhaal dat door de dochters wordt verteld, doordrenkt is met symboliek en verwijzingen naar andere mythologische figuren en gebeurtenissen.

## Verhalen van de dochters
Het verhaal speelt zich af in een tijd waarin de jonge en oude vrouwen van Thebe worden opgeroepen om deel te nemen aan de cultus van Bacchus, waar ze offers moeten brengen en feest moeten vieren. Alleen de dochters van Minyas – Alchithoë, Arsinoë en Leuconoë – weigeren dit te doen. In plaats daarvan gaan ze onverstoorbaar verder met hun werk, terwijl ze zittend aan het weefgetouw wol spinnen en elkaar verhalen vertellen.

### Verhaal van Arsinoë
Arsinoë vertelt het verhaal van Pyramus en Thisbe.

### Verhaal van Leuconoë
Leuconoë's verhaal richt zich op de goddelijke straffen en de wispelturigheid van het lot. Dit verhaal benadrukt de macht van de goden en de gevolgen van het negeren van hun wil. Haar verhaal gaat over de liefde die Mars ooit voelde voor Venus, maar die werd verklikt aan de andere goden door de Zon.

### Verhaal van Alcithoë
Alcithoë vertelt het verhaal over Salmacis en Hermaphroditus.
Het verhaal van de dochters van Minyas eindigt met een dramatische wending wanneer de zusters gestraft worden voor hun afwijzing van de Dionysische rituelen.
Naarmate de dag ten einde loopt, begint het paleis te trillen. Een dikke rook stijgt op uit de olielampen, en een rossige gloed vult de zalen. Het gehuil van spookachtige, wilde verschijningen klinkt door de lucht. De zusjes raken in paniek en vluchten weg, rennend van hoek naar hoek om aan de brandende hitte en vuurgloed te ontsnappen. Terwijl ze naar een donkere schuilplaats zoeken, voelen ze iets vreemds langs hun armen: een dun vlies begint hen te bedekken. Hun armen veranderen langzaam in dunne vleugels, en ze verliezen hun meisjeslichamen. Hoewel ze geen echte vleugels hebben om te vliegen, kunnen ze zich toch verheffen op hun doorschijnende, fladderende membranen. Hun stemmen zijn verzwakt, en als ze proberen te spreken, komt er slechts een zacht, piepend geluid uit, dat nauwelijks in verhouding staat tot hun nieuwe lichamen.
In plaats van het daglicht te omarmen, ontwijken ze het, zoekend naar de veiligheid van huizen in plaats van bossen. Ze vliegen alleen 's nachts, uit afkeer voor het zonlicht. Hun nieuwe naam weerspiegelt hun nachtelijke leven, want in het Latijn heet een vleermuis "vespertilio", afgeleid van "vesper", wat "avond" betekent.